# Čínsko-sovětské konflikty (1969)
Čínsko-sovětský konflikt byla série ozbrojených střetů na hranici mezi Sovětským svazem a Čínou.

## Politické pozadí
Rozpory mezi Čínou a SSSR měly dlouhodobější charakter. Vyostřovat se začaly již za Chruščovovy vlády, kdy Mao Ce-tung velmi nelibě nesl odsouzení Stalinova kultu osobnosti na 20. sjezdu KSSS, liknavý postup SSSR v případě demokratizačních procesů v Maďarsku a Polsku, ústupky SSSR v době Karibské krize a v neposlední řadě smlouvu mezi SSSR, USA a Británií o zákazu jaderných zkoušek (Čína odmítla podepsat). Mao Ce-tung dokonce označil SSSR za nepřítele, protože zradil původní myšlenky marxismu-leninismu. Došel ve svých tvrzeních tak daleko, že myšlence komunismu se více blíží Čína než SSSR. Navíc si začal klást územní nároky. V únoru 1964 dokonce došlo na téma území k jednání, ale sešlo z nich, jelikož SSSR procházel politickou krizí, Nikita Chruščov byl zbaven moci a v úřadě ho vystřídal Leonid Brežněv.

## Vliv Kulturní revoluce
Ve druhé polovině šedesátých let dokonce premiér Čou En-laj v jednom ze svých projevů doslova prohlásil: „…pohraniční válka se SSSR začne dříve než válka s USA.“ I staří ostřílení „čekisté“ z KGB byli šokováni zvěrstvy kulturní revoluce a obávali se, že Maův režim degeneruje na agresivní asijskou tyranii.
Byly zaznamenány metody nejkrutějšího mučení, které nesnesly srovnání ani s „Velkým terorem“ v Rusku. Syn bývalého prezidenta Liu Šao-čchiho byl vhozen pod vlak a dokonce disidentům odsouzeným na smrt byla před veřejnou popravou přeťata průdušnice a nahrazena ocelovou trubičkou – aby mohli dýchat, ale nemohli vykřikovat protistátní hesla. Sám Teng Siao-pching byl poslán na venkov na převýchovu „poctivou prací“.
Pro KGB v té době byla zpravodajská činnost v Číně nejnebezpečnější na světě. Kremelské vedení bylo označováno za „největší renegáty v dějinách lidstva“. Špionománie v kombinaci s xenofobií znamenala, že kdo nebyl Číňan, na ulici neměl šanci. Sovětské velvyslanectví v Pekingu bylo v trvalém obležení „rudých gardistů“ a ulice, kde sídlí, byla přejmenována na Antirevizionistickou. Když v roce 1967 sovětští diplomaté a jejich rodinní příslušníci opouštěli Čínu, byli všichni bez výjimky na pekingském letišti zbiti. Jediným zdrojem zpráv o běsnění gardistů pak zůstávali lidé v terénu (Mongolové, nebo lidé středoasijského původu). Nikdo z nich však neměl přístup k informacím o formování čínské politiky na nejvyšší úrovni.

## Invaze do ČSSR
Poslední „kapkou“ pak byl vpád Varšavské smlouvy do ČSSR a prosazování „Brežněvovy doktríny“ omezené suverenity v praxi. Čína z toho měla hrůzu. Zatímco v případě Maďarska na SSSR Mao tlačil a volal po „ráznějším“ postupu, invazi do ČSSR ostře odsoudil.

## Pohraniční konflikty
Čína začala vypovídat některé dvoustranné smlouvy se SSSR a vypovídat sovětské „specialisty“ ze svého území. Vše následně vyvrcholilo několika ostrými pohraničními konflikty, které z vojenského hlediska skončily naprostým vítězstvím SSSR.
Nejznámější z těchto konfliktů jsou boje o ostrov Damanskij na Ussuri a u jezera Žalanaškol v Kazachstánu (viz Externí odkazy).
Zdroj konfliktu pramenil z nepřesností Pekingské smlouvy z roku 1860, která řeší hranice mezi Čínou a Ruskem. V ní se určuje hranice mimo jiné břehy řek Ussuri a Amuru. Ale nedošlo v ní ke komisnímu vyřešení prostorů mezi břehy – tj. vodní plochy a ostrovů.

## Zklidňování situace
Situace byla nadále patová, až se naskytla při příležitosti pohřbu Ho Či Mina 11. 9. 1969 šance k setkání Kosygina s Čou En-lajem. Zde byly dohodnuty termíny dalších schůzek a jednání začala 20. října 1969 v Pekingu. Mezitím však Moskva pomocí „svých“ novinářů začala šířit dezinformační „narážky“ v tisku, že SSSR zkoumá možnost preventivního jaderného úderu na Čínu, a to ještě před tím, než Čína vyrobí dostatečné množství raket, které by mohly ohrozit SSSR. Fámy v tisku byly šířeny i v Evropě a Severní Americe. A to tak věrohodně, že dokonce i někteří lidé z KGB, kteří fámu sami šířili, nevěděli, zda se jedná o fámu, nebo se touto myšlenkou GŠ RA skutečně zabývá. Až později někteří z přeběhlíků KGB potvrdili, že šlo skutečně o fámu v rámci tzv. „aktivních opatření“.
Výsledek tohoto opatření měl za následek dvě reakce:
1. Když nebyla tato informace na jednání v Pekingu 20. října 1969 vyvrácena, Čína v obavě z realizace tohoto plánu zastavila veškeré vojenské pohraniční „aktivity“ a souhlasila s frází o „neměnnosti“ hranic SSSR – Čína.
2. Obava byla natolik silná, že vedla k tajným jednáním Číny a USA, která vyvrcholila v roce 1972 návštěvou R. Nixona v Pekingu a vedla ke sblížení Číny a USA.

## Dozvuky krize
Toto sblížení dohánělo SSSR k zuřivosti a KGB si do své terminologie přiřadila pojem „základní nepřítel“ pro Čínu. USA označovala jako „hlavní nepřítel“. Vztahy zůstaly stále napjaté, pouze došlo k zmírnění po úmrtí Maa a Čoua. Reformátor Teng Siao-pching vyvedl Čínu z hospodářské krize otevřením její ekonomiky Západu.
Větší krize pak ještě nastala na sklonku 70. let, kdy Čína zahájila útok na čínsko-vietnamském pomezí. SSSR pak reagoval přesunem části svých vojsk z NDR na sovětsko-čínskou hranici.
Celkové zlepšení vztahů nastalo až příchodem Michaila Gorbačova.